# Forcipomyia magnipunctata
Forcipomyia magnipunctata är en tvåvingeart som beskrevs av Tokunaga 1940. Forcipomyia magnipunctata ingår i släktet Forcipomyia och familjen svidknott. Inga underarter finns listade i Catalogue of Life.